# بوعنان
بوعنان هي جماعة قروية في إقليم فجيج بجهة الشرق، وهي تبعد عن مدينة بوعرفة بـ 120 كلم، وتضم 035 10 نسمة، حسب الإحصاء العام للسكان والسكنى لسنة 2014.

## التعليم
قائمة المؤسسات التعليمية في بوعنان:
- مجموعة مدارس عمر بن الخطاب
- مجموعة مدارس المسيرة الخضراء
- مجموعة مدارس زيري بن عطية
- مجموعة مدارس سيدي بوطيب
- إعدادية أبي عنان

## الاقتصاد
تعتمد بوعنان في اقتصادها على عائدات المجال الرعوي بالخصوص، وكذا المجال الفلاحي الذي يشكل الركيزة الأساسية لأبناء المنطقة في حين يبقى النشاط التجاري ضعيفاً وغير مهيكل ويغلب عليه الطابع الموسمي، خصوصا في فترة الصيف التي تشهد رجوع أبناء المنطقة من المغاربة المقيمين بالخارج أو خلال الفترة الربيعية وفي الأعياد والمناسبات.
يعتبر منجم زلمو للباريتين الموجود في الجماعة القروية بوعنان، من بين أهم المناجم بإقليم فجيج، وترجع بداية هذا المنجم إلى سنة 1978، وتسهر على إستغلاله الشركة المغربية للباريتين (كومابار)، ولكن هذا المنجم يعرف عدة انتقادات بسبب عدم الإعتناء بظروف العمال وعدم تحسين ظروف عيشهم رغم المداخيل الكبيرة التي تحصل عليها الشركة من بيع معدن الباريتين.

## الثقافة
تشتهر بوعنان بتنظيم مهرجان الثقافات الأصيلة، ويهدف هذا المهرجان إلى تثمين الموروث الثقافي المحلي والإقليمي والوطني، وتشجيع المبادرات المدنية في مختلف المجالات الثقافية والفنية والرياضية، والحفاظ على الثقافة الشعبية للواحات والقصور وترسيخ قيمها الإنسانية. كما تروم هذه التظاهرة الثقافية والفنية إبراز عناصر التسامح والتعدد في الثقافة الشعبية لواحات الجنوب الشرقي للمملكة، والنهوض بالاقتصاد الاجتماعي والتضامني وإدماج الشباب في التنمية الشاملة. ويتضمن برنامج هذه الدورة تنظيم ندوات، وعروض التبوريدة، ومعرض للمنتوجات المجالية، وأنشطة رياضية مختلفة، وفقرات فنية وترفيهية خاصة بالأطفال، وعروض مسرحية، إلى جانب أمسيات وسهرات فنية.
كما يوجد في منطقة بوعنان العديد من القصور التاريخية من بينها: قصر بن ياطي، قصر أورير، قصر الحيرش، قصر العباس، قصر تكوميت.

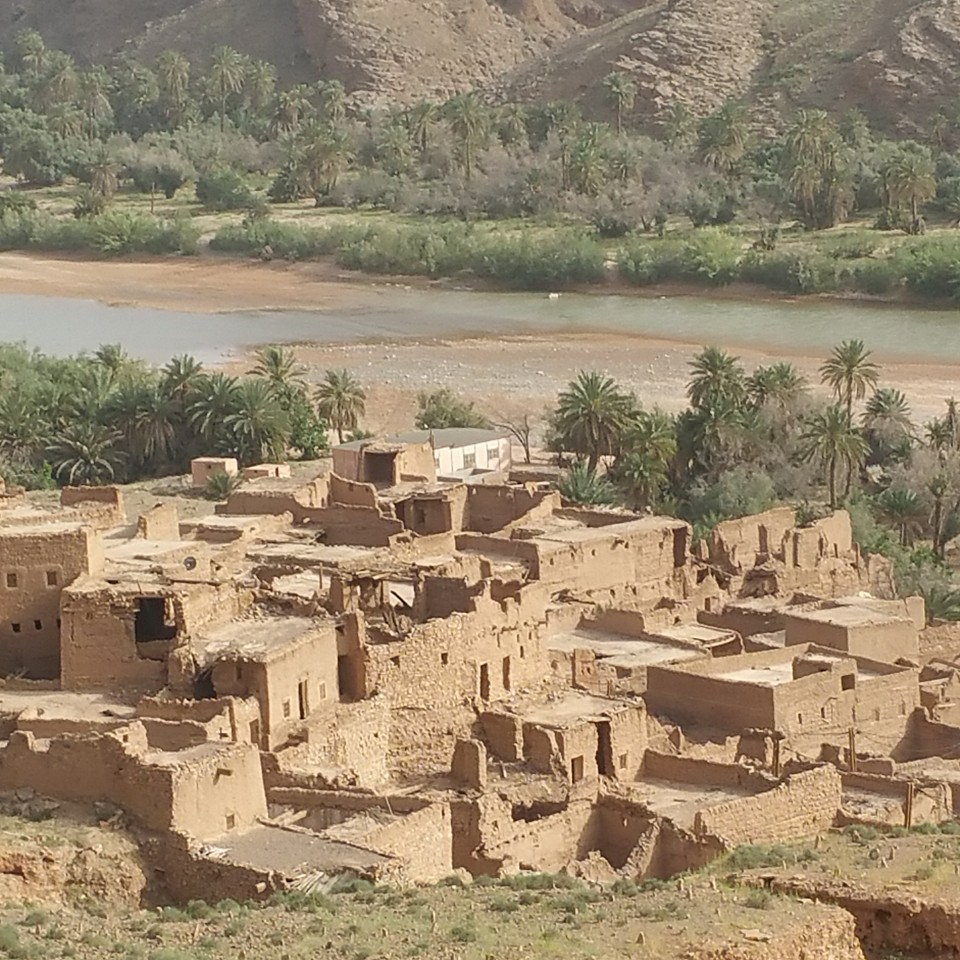
قصر بن ياطي